# سید علی شیرازی
حاج علی اسکروچی (زاده ۱۲۶۱ قمری شیراز) معروف به حاجی آقا مجتهد شیرازی از روحانیون مشروطه‌خواه و نماینده مجلس شورای ملی بود.
در شیراز و نجف تحصیل کرد و در سال ۱۲۸۸ خورشیدی به نمایندگی شیراز وارد مجلس شواری ملی شد (تصویب اعتبارنامه: ششم صفر ۱۳۲۸ - بهمن ۱۲۸۸ ). حاجی‌آقا مجتهد از مخالفان فرمانفرما بود و در کنار رفتن او از وزارت داخله کابینه مستوفی الممالک در پایان تابستان ۱۲۸۹ نقش مهمی بازی کرد.  در دوره سوم از تهران به نمایندگی مجلس انتخاب شد اما چون مشخص شد که انتخابش با تطمیع و دسیسه و پول دادن و اعمال نفوذ مصطفی خان پسر قوام‌الدوله شیرازی و برخی دیگر از رجال بوده، اعتبارنامه اش یک ماه و نیم پس از گشایش مجلس رد شد. 
حاجی آقا در دوره چهارم مجلس نیز که به نمایندگی فسا و داراب انتخاب شد، سابقه رد صلاحیتش در مجلس سوم هنگام بررسی اعتبارنامه به میان آمد و به ماده ۴۷ قانون انتخابات استناد شد که مقرر می کرد کسانی که با تهدید یا تطمیع انتخاب شده باشند، یک تا دوره بعد نیز از انتخاب شدن محرومند، بنابراین او نمی تواند در این دوره وارد مجلس شود. اما شعبه‌ای که به اعتبارنامه‌اش رسیدگی می‌کرد به این نتیجه رسید که در مجلس سوم، نه مداخله، تهدید و تطمیع در انتخابات محرز شده و نه مشخص شده بوده که تهدید و تطمیع کننده چه کسی بوده و احتمال بیشتر می رود که میل به ایجاد وحدت نظر در مجلس و نبودن اشخاصی که حصول توافق نظر با آنها خالى از اشکال نبوده، در رد صلاحیت حاجی آقا موثر بوده و قرائن خارجى نیز حاکى از این است که در رد صلاحیت او، تهدید و تطمیع به اثبات نرسیده بوده است. در نتیجه اعتبارنامه حاجی آقا به رأی مجلس گذاشته شد و از تصویب گذشت و او به مجلس راه یافت. 
حاجی‌آقا مجتهد با نگاه آرمانی در مبارزه با تمدن غرب از طریق جنبش اسلامی به احیای تمدن اسلامی می اندیشید، نسبت به وجهه استعمارگری تمدن غرب موضعی سرسختانه داشت و با رد تقلید کورکورانه از غرب، با تجددگرایان بشدت مبارزه می کرد. نخستین فردی بود که با نوشتن مقاله «فشار عالم اسلام یا تجدید جنگ صلیب» در روزنامه مجلس (شماره ۵۰ سال ۱۳۲۹ قمری) حمله شدیداللحنی به رفتار استعماری غرب کرد.  او همچنین معتقد بود که مشروطیت به انحراف کشیده شده و نیاز به اصلاح دارد و در اوائل دوره چهارم مجلس اصرار کرد که برای نمایندگان در مورد اصلاحات و راهکارهای اصلاح طلبانه اش سخنرانی کند. موتمن الملک پیرنیا خواسته او را به رأی گذاشت اما نمایندگان رأی موافق ندادند. در جلسه بعد، هنگام ادای سوگند در مجلس این جمله را اضافه کرد: «بنده در این موقع با حفظ عقاید سیاسى خودم که در جلسه روز سه شنبه قرار بود اظهار کنم قسم یاد می‌کنم. در صورتی که اراده داشتم که قبلاً آنها را عرض کرده و بعد قسم یاد نمایم». رئیس مجلس تذکر داد: «چنانچه سابقاً عرض کردم براى این که موافق قانون اساسى رفتار کرده باشیم بهتر این است که عین عبارت قسم‌نامه را که در قانون اساسى نوشته شده است قرائت کنیم و آقایان چیزى کم و زیاد نکنند». حاج آقا در پاسخ گفت: «بنده چیزى کم نکردم فقط یک کلمه زیاد کردم و اگر چیزى زیاد بشود منافات ندارد».  سرانجام با اصرار حاج آقا، مجلس به او اجازه سخنرانی و بیان نظراتش را داد. این سخنرانی طولانی دو جلسه طول کشید که دیدگاهها و اصلاحات سیاسی و اجتماعی مد نظر ایشان را میتوان در کتاب
بررسی اندیشه اصلاحی مطالعه نمود. آنچه در سخنرانی وی جالب توجه است این است که هیچ نشانه ای از تمایلات تندرو اسلامگرایانه و هیچگونه اشاره ای بر حاکمیت شریعت در آن دیده نمی شود.